# آرثر كونينغهام
آرثر كونينغهام (بالإنجليزية: Arthur Cunningham)‏ هو ملحن أمريكي، ولد في 11 نوفمبر 1928 في بيرمونت في الولايات المتحدة، وتوفي في 31 مارس 1997 في ناياك في الولايات المتحدة.

## وصلات خارجية
- آرثر كونينغهام على موقع IMDb (الإنجليزية)
- آرثر كونينغهام على موقع ميوزك برينز (الإنجليزية)
- آرثر كونينغهام على موقع ديسكوغز (الإنجليزية)